# Municipio de Molan
El municipio de Molan (en inglés: Molan Township) es un municipio ubicado en el condado de Hutchinson en el estado estadounidense de Dakota del Sur. En el año 2010 tenía una población de 136 habitantes y una densidad poblacional de 1,46 personas por km².

## Geografía
El municipio de Molan se encuentra ubicado en las coordenadas 43°12′34″N 97°28′7″O / 43.20944, -97.46861. Según la Oficina del Censo de los Estados Unidos, el municipio tiene una superficie total de 93.34 km², de la cual 93,25 km² corresponden a tierra firme y (0,09 %) 0,09 km² es agua.

## Demografía
Según el censo de 2010, había 136 personas residiendo en el municipio de Molan. La densidad de población era de 1,46 hab./km². De los 136 habitantes, el municipio de Molan estaba compuesto por el 96,32 % blancos, el 1,47 % eran afroamericanos, el 1,47 % eran asiáticos, el 0,74 % eran de otras razas. Del total de la población el 0,74 % eran hispanos o latinos de cualquier raza.